# Sango (gastronomía)
El Sango es un guiso de la gastronomía ecuatoriana, elaborado con plátano verde y maní, también puede llevar choclo tierno molido. El sango es un plato sencillo y delicioso, originario de la costa de Ecuador donde prevalecen las recetas con plátanos verdes. El sango es una cocción de verde rallado, mezclado con achiote y maní, en cierta cantidad de agua que se cocina principalmente con costillas de res o, en su defecto, pescado o camarones. En la gastronomía peruana con el diminutivo de sanguito se lo conoce como un dulce que se lo prepara manera de gachas que se hace de harina tostada de maíz o de trigo, con agua, manteca y sal.

## Origen
El Sango tiene un origen bastante antiguo, ya que los primeros escritores españoles que llegaron al Ecuador mencionan en sus relatos la existencia de un plato que era muy consumido por los indígenas, al que llamaban Sangu y lo describen como un plato espeso a base de polenta, un guiso de maíz y que a veces se acompañaba con charqui (carne seca de llama). Con la implantación de diferentes alimentos traídos por los españoles, entre ellos el verde, introducido por el cura Tomás de Berlanga y sembrado en las tierras cálidas de la costa ecuatoriana, su principal ingrediente fue modificado y sustituido por el verde. El plato Inca debió denominarse sangu, por aquello de la ausencia de la vocal o en quechua. Solo pudo ser la polenta de maíz, porque los incas no conocieron el plátano. Ni los atacames ni los chonos ni los huancavilcas conocieron el plátano, producto vegetal procedente de Guinea.

## Etimología
Inicialmente se conoció con el nombre de sango, y que a su vez proviene de la palabra quechua sanku o sancu, masa de maíz cocinado con poca agua, que era un tipo de pan que se utilizaba en ceremonias religiosas. Sango, del kichwa sanku que significa espeso, denso.

## Formas de preparación
El sango de verde es un platillo típico de la costa ecuatoriana y se prepara a base de plátano verde. El sango de verde lleva mariscos mixtos y pescado atún, albacora. Otro ingrediente importante para este platillo es el maní. Se considera un plato nacional por excelencia del Ecuador, ya que se lo prepara en todo en todas las regiones del Ecuador, se elabora a base de una masa de plátanos verdes cocida con refrito.
Ingredientes: Plátanos verdes, achiote, cebolla colorada, tomate, ajo, maní licuado, albacora o dorado y cilantro.
Sango de camarón es un platillo con plátano verde y maní, servido con camarones condimentados con ajo y perejil.
Sango de choclo se cocinan los camarones con una rama de cebolla blanca y los tallos de cilantro, el caldo de la cocción lleva cabezas y cáscaras, pasar por el colador y reservar. La preparación lleva choclo tierno molido y refrito (tomate, pimiento, ajo y aceite de achiote), finalmente sazonados con sal, pimienta, comino, culantro y agregar los camarones.
Sango de pescado, su preparación se realiza con pescado albacora, atún o dorado es un plato típico de la costa ecuatoriana y además del plátano verde, lleva pasta de maní .